# Apamea poli
Apamea poli är en fjärilsart som beskrevs av Achille Guenée 1852. Apamea poli ingår i släktet Apamea och familjen nattflyn. Inga underarter finns listade i Catalogue of Life.